# Мальцев, Владимир Аркадьевич
Владимир Аркадьевич Мальцев (14 июля 1957 — 15 февраля 2014) — спелеолог, геолог, программист, фотограф. Внук математика Анатолия Ивановича Мальцева. Впервые обнаружил в Туркмении вид рыб, позже названный слепым гольцом Старостина. Автор более 50 публикаций в различных областях знаний. Автор программы «Geostatistical Software Tool».

## Биография
По окончании средней школы учился на механико-математическом факультете МГУ (2 курса), в Московском геологоразведочном институте (2 курса) и на геологическом факультете МГУ (3 курса).
В геологоразведке с 1977 года. Работал в экспедициях геологической партии «Памиркварцсамоцветы», был сотрудником Высшей школы профессионального обучения (ВШПО), Всероссийском НИИ минерального сырья имени Н. М. Федоровского (ВИМС), ВНИИГеосистем и Национальной ассоциации по экспертизе недр. Член бюро Комиссии по химии, физике и гидрологии карста Международного спелеологического союза (UIS). Автор более 50 работ в разных областях знаний.
Известен как первооткрыватель (1976) пещеры Промежуточная (позже соединённая с пещерой Кап-Кутан, общая длина ныне — 57 км). Крупные открытия в пещере Кап-Кутан также произошли благодаря возглавляемым им экспедициям в 1976—1996 годах.
В 1979 году в ходе исследований пещер хребта Кугитангтау открыл вид рыб, названный слепым гольцом Старостина.
Несколько небольших пещер были открыты в его экспедиции 1980 году в Крыму (район Байдарского оползня).
После 1996 года, в связи с закрытием для спелеологов основного района исследований (Кугитангтау), активных спелеологических исследований не проводил. В то же время продолжал работу над теоретическими статьями и художественными произведениями спелеологической тематики.
Внёс крупный вклад в онтогению пещерных минералов. Этому посвящены теоретические работы по минералогии пещер 1980-х — начала 1990-х годов, а также обобщающая книга «Как растёт каменный цветок?» Часть этих работ опубликована лишь после его смерти.
В начале 1980-х годов был командиром Московского спелеоспасотряда.
В конце 1980-х, начале 1090-х разработал ряд компьютерных программ для подсчёта запасов твёрдых полезных ископаемых: пакет «Моделирование разведочных сетей» для ЕС и СМ ЭВМ (внедрена в ВИМСе), оболочку экспертной системы «Common Advisor» (внедрена в ВИМС, ЦНИГРИ, МГУ), программу для подсчёта запасов Geostatistical Software Tool (GSM для IBM PC, 1990-1993 гг, внедрена в 34 организациях, в том числе зарубежных).
В начале 2000-х переключился на занятия фотографией, в том числе подземной, начатые ещё в 1980-е годы. В 2002—2008 годах в Москве прошла серия его персональных выставок.
В конце жизни испытывал проблемы с дыханием из-за фибробластоза лёгочной ткани, последний год был вынужден постоянно использовать кислородную маску. В 2014 году подвергся эвтаназии в Цюрихе.
В честь Владимира Мальцева назван зал в пещере Оптимистической (Подолия).

## Творчество
- Книга «Пещера мечты, пещера судьбы» (1997).
- Роман «О том, что сильнее нас» (2013) ISBN 978-5-98856-164-4 .
- Книга «Как растет каменный цветок?» часть.1 (ч.1 опубликована в 2018 г в виде брошюры в серии «Книжная полка АСУ»)
- Книга «Как растет каменный цветок?» часть.2 (ч.2 в бумажном виде не публиковалась).
- «Глазами пещерного человека: Америка в миниатюрах», путевые заметки, 1997 .
- «Ваша раздача, господин дождь», рассказ-хроника, 1998.
- «Парад планет сквозь каменные своды», рассказ, 2000 г.
- «Взгляд из-под земли», философско-хулиганский трактат, 1998.
- «Псевдонаука — дитя респектабельной науки», публицистика, опубл. в газете «Известия», 17.07.1998 .
- «Минералы системы карстовых пещер Кап-Кутан (юго-восток Туркменистана)», 1993 (рус., англ. версии).
- «Ещё раз о сталактитах с „внутренним“ и „внешним“ питанием», 1998 (рус. и англ. версии).
- «К онтогении минеральных агрегатов пещер: нитевидные кристаллы сульфатов», 1996 (рус., англ. версии).
- «Модель генезиса гипсового „гнезда“ пещеры Геофизическая (Кугитангтау, Туркменистан)», 1996 (рус., англ. версии).
- «Псевдогеликтиты карлюкских пещер», опубл. в 2014 г.
- Кинофильм «Ищите белые пятна» (1981) скачать (680Мb)
- «Так говорил Мальцев», подборка мальцевских реплик и сообщений из Спелеорассылки CML и форума Caves.ru (1995—2013 гг)
- некоторые теоретические идеи, которые Мальцев высказывал лишь устно, изложены в книге А.Дегтярёва «Подземная геоморфология в популярном изложении»
- «Библиография работ Мальцева по карстологии и пещерной минералогии»